# Agit-tren

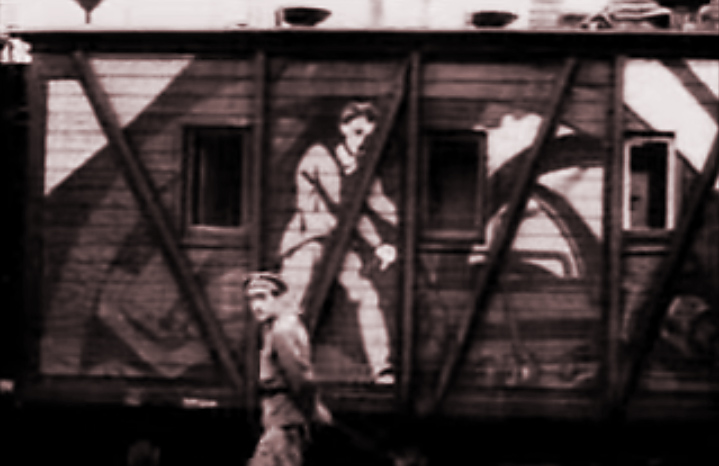
Sección de un vagón de un "agit-tren" soviético, fotografía de un noticiero de 1921.

Un agit-trén ( en ruso: агитпоезд) era una locomotora con vagones auxiliares equipados con fines de propaganda por el gobierno bolchevique de la Rusia soviética durante la época de la Guerra Civil Rusa, el comunismo de guerra y la Nueva Política Económica. Estos trenes viajaban por Rusia, Siberia y Ucrania, e iban equipados con imprenta, oficina gubernamental, biblioteca y un cine móvil; además de contar con panfletos y folletos de carácter político. Su objetivo era presentar los valores y programa del nuevo gobierno revolucionario al campesinado, que estaba disperso y aislado
Inaugurados en agosto de 1918, los trenes de agitación y sus homólogos; el tranvía de agitación ( en ruso: агиттрамвай), la agit-estación de trén ( en ruso: агитпункт) y el barco de agitación ( en ruso: агитпараход) continuaron en uso limitado durante la década de 1920. El concepto de agit-tren revivió durante los años de la Segunda Guerra Mundial como mecanismo para la difusión directa de información, ya que los medios de comunicación y los edificios gubernamentales entre el centro y la periferia habían flaqueado.
- Datos: Q30888657